# Tekava
Tekava est un motu inhabité des Gambier situé sur la barrière Est du lagon.